# Dynaspidiotus pseudomeyeri
Dynaspidiotus pseudomeyeri är en insektsart som först beskrevs av Kuwana 1932.  Dynaspidiotus pseudomeyeri ingår i släktet Dynaspidiotus och familjen pansarsköldlöss. Inga underarter finns listade i Catalogue of Life.